# T-Bone (rapero)
Rene Francisco Sotomayor, conocido por el nombre artístico T-Bone, (San Francisco (California), 11 de agosto de 1973) es un rapero cristiano que maneja el idioma inglés y español. Su padre es nicaragüense y su madre es salvadoreña. Su nombre vino de ser llamado 'Bones' (es decir, huesos en español) cuando era joven porque era muy flaco. La 'T' fue "agregada para darle al nombre un poco de argot".

## Carrera musical
Según una entrevista publicada, comenzó a rapear a los siete años en fiestas y batallas de rap. Estuvo cerca de realizar un disco de rap gangsta pero, después de cambiar su vida, abrió para un grupo de rock notable en ese momento, lo que lo llevó a firmar su primer contrato discográfico.
Sus primeros tres álbumes: Redeemed Hoodlum en 1993, Tha Life of a Hoodlum en 1995 y Tha Hoodlum's Testimony en 1996, fueron lanzados en el sello discográfico independiente Metro One. Los tres álbumes se caracterizaron por ser álbumes de rap gangsta, lo cual era raro en la escena musical cristiana de la época. 
En 1997, lanzó History of a Hoodlum, un conjunto recopilatorio de éxitos de sus primeros tres álbumes fue lanzado en el sello discográfico Metro One. 
Después de una breve pausa, T-Bone lanzó su cuarto álbum, y primero en el sello discográfico de Flicker Records, Tha Last Street Preacha, en 2001, con gran éxito de crítica. Tha Last Street Preacha fue nominada para el Premio Grammy como Álbum de Rock Gospel,  introduciendo a T-Bone en el mercado de la música cristiana contemporánea. Fue el primer álbum de rap en debutar en número 7 en las listas de música cristiana contemporánea.
2002 vio una mayor exposición de T-Bone en los principales mercados cristianos con el lanzamiento de su quinto álbum, Gospelalphamegafunkyboogiediscomusic. El álbum se caracterizó por la aparición como invitado de la leyenda del hip-hop KRS-One en la canción principal, devolviendo el favor del controvertido spot invitado que T-Bone había hecho en el álbum Spiritual Minded de KRS-One a principios de año.
El año 2005 vio el lanzamiento de su álbum más controvertido y exitoso hasta la fecha: Bone-A-Fide . La portada del álbum de Bone-A-Fide presentó polémicamente a T-Bone en una imagen que evocaba al Che Guevara, lo que generó preocupaciones de que promoviera ideologías comunistas, cargos que él negó. A la controversia se sumaron las colaboraciones con dos grandes raperos seculares: Mack 10 y Chino XL . 
Bone-A-Fide fue su primer álbum que no fue producido por el colaborador de mucho tiempo Chase Dante y, tal vez deliberadamente, vio a T-Bone alejarse del sonido anterior de la costa oeste de sus álbumes anteriores a un sonido más suave y más de la costa este. Además, en 2005, apareció como Jairo en la ópera rock Hero, junto con Michael Tait de Tait y dc Talk, Rebecca St. James y Mark Stuart de Audio Adrenaline. 
Bone-Appétit: Servin 'Up tha Hits, un conjunto recopilatorio de éxitos de sus últimos tres álbumes fue lanzado el 25 de septiembre de 2007.  
En 2016, firmó un acuerdo de distribución con el sello CanZion, luego de casi dos años de participación activa en giras junto a Marcos Witt. Bajo este acuerdo, lanzó el primer álbum en español del intérprete, Pa mi Dios y Pa mi Gente, que se lanzó el 7 de abril de 2017. Estuvo nominado como "Mejor álbum urbano" en Premios Arpa 2018. Posteriormente, llegó Broken English se lanzó el 15 de marzo de 2018.

## Otros trabajos

### Carrera cinematográfica
T-Bone protagoniza la película "The Rally", coprotagonizada por Kenneth Copeland. Salió a finales de 2009.
El primer papel importante de T-Bone fue en 2003, interpretando el papel de Briggs, un prisionero rapeador en la película de comedia y romance The Fighting Temptations, protagonizada por Cuba Gooding, Jr. y Beyoncé Knowles. En la película, T-Bone interpreta la canción "To Da River" con los artistas seculares Lil 'Zane y Montell Jordan . 
T-Bone también coprotagonizó la película de 2006 Paramount / MTV, All You've Got, protagonizada por Ciara y Adrienne Bailon de The Cheetah Girls . 
Sus otras películas incluyen "RIOT" de Carman y Stephen Yake y protagonizó "Black Rose" en 2003. 
Apareció en la película de 2013 I'm in Love with a Church Girl.

### Programas de televisión
- Real Videos (TBN) -T Bone ha sido el anfitrión de Real Videos desde 1997.
- TX 10 (JC-TV) -T-Bone ha sido el anfitrión desde 2006.
- Hype & Glory (Canal de música gospel)
- Hispanic College Quiz (NBC) -T-Bone fue coanfitrión.

### Álbumes
| Año  | Título                                                 | Sello disquero                            | Productor |
| ---- | ------------------------------------------------------ | ----------------------------------------- | --------- |
| 1993 | Redeemed Hoodlum                                       | Metro One                                 | LA Posse  |
| 1995 | Tha Life of a Hoodlum                                  | Metro One                                 | LA Posse  |
| 1996 | Tha Hoodlum's Testimony                                | Metro One                                 | LA Posse  |
| 1997 | History of a Hoodlum (álbum compilatorio)              | Metro One                                 | LA Posse  |
| 2001 | Tha Last Street Preacha                                | Flicker/Boneyard                          | T-BONE    |
| 2001 | The Boneyard Box Set (álbum compilatorio)              | Metro One                                 | LA Posse  |
| 2002 | Gospelalphamegafunkyboogiediscomusic                   | Flicker/Boneyard                          | T-BONE    |
| 2005 | Bone-A-Fide                                            | Flicker/Boneyard/Provident/Sony/BMG       | T-BONE    |
| 2007 | Bone-Appétit: Servin' Up tha Hits (álbum compilatorio) | Boneyard/Provident-Integrity Distribution | T-BONE    |
| 2017 | Pa mi Dios y Pa mi Gente                               | Canzion Group LP                          | T-BONE    |
| 2018 | Broken English                                         | Heaven Music Group                        | T-BONE    |

### Trabajos colaborativos
- Apareció en la ópera rock ¡Hero tanto en la grabación como en la gira.

### Videos musicales
- 2018: "Ain't Ashamed"
- 2018: "Chuuch"
- 2016: "Volare" junto a Marcos Witt
- 2007: "Name Droppin'"
- 2005: "Can I Live" (Producido por Kenn Michael para CODEKRAFT)
- 2001: "Ride Wit' Me" (Producido por King Tech para Bolo Entertainment)
- 1996: "Throwing Out tha Wicked" (Producido por Bill Boyde)
- 1992: "Lyrical Assassin" (Producido por Dough Green)

### Películas
- I'm in Love with a Church Girl (RGM Films LLC)
- All You've Got (Paramount Pictures/ MTV Films)
- The Fighting Temptations (Paramount Pictures/ MTV Films)
- R.I.O.T. (Steven Yake Productions)
- Black Rose (Short)

### Otros
- Artista invitado en los Premios Dove 2004 de GMA Gospel Music (UPN, PAX)
- Artista destacado en los Premios MovieGuide 2003
- Intérprete destacado / Presentador en los Premios Arpa 2003 (Telemundo / Univision)
- Presentador en los Premios Stellar 2001
- Intérprete destacado en los Premios ALMA 2000 con Kirk Franklin
- Las apariciones en televisión incluyen "E!", "Live at the Apollo", "The Cut" de MTV y "From the Church to the Charts", "LA TV", "Urban Latino", "Despierta América" (Univision), "Entertainment News" (Telemundo), "Entertainment News" (MGM Latin American Network) y "Keeping it Real" (Canal de banda sonora).

## Premios y nominaciones

### Nominaciones al Grammy
- 2001 Tha Last Street Preacha - Mejor Álbum Rock Gospel
- 2007: Mejor álbum de rap / rock gospel del año: Bone-a-fide!
- 2008: Mejor interpretación gospel: "With Long Life" con Israel Houghton

### Nominaciones a Visionary Award
- Categoría 2009: Hip Hop / Rap Intérprete del Año[13]

### Dove Awards
2008: 
- Ganador de la canción de rap / hip-hop del año "Name-Droppin"

2004: 
- Ganador del álbum de eventos especiales (¡Hero, una ópera rock)
- Nominación al álbum Rap / Hip-Hop (Gospelalphamegafunkyboogiediscomusic)
- Nominación a Canción Grabada de Rap / Hip-Hop ( Criado en Harlem de ! Héroe )

2002: 
- Nominación al álbum Rap / Hip-Hop, (Tha Last Street Preacha)
- Nominación a Canción grabada de rap / hip-hop (Ride Wit Me)
- Nominación a Rap / Hip-Hop grabado (King of My Life)

1997: 
- Nominación al álbum Rap / Hip Hop (Testimonio de Tha Hoodlums)
- Nominación a Canción Grabada de Rap / Hip Hop (Keep on Praising)

1995: 
- Nominación al álbum Rap / Hip-Hop (Tha Life of a Hoodlum)
- Nominación a Canción grabada de rap / hip-hop "(Throwing Out Tha Wicked)

1993: 
- Nominación al álbum Rap / Hip Hop (Redimido Hoodlum)
- Nominación a Canción grabada de rap / hip hop (Lyrical Assassin)

## Productores
- Fredwreck (Dr. Dre, Snoop Dogg, Xzibit, Dogg Pound, Westside Connection, Mack 10)
- Warryn Campbell (Snoop Dogg, Missy Elliott, Mary Mary)
- Bosko (Kanye West, LiL Jon, E-40, Maestro P)
- Jimmy Jam y Terry Lewis (Janet Jackson, Michael Jackson, Prince, Whitney Houston)
- Darkchild (Destiny's Child, Brandy, Christina Aguilera, Brian McKnight, Mary J. Blige, Kirk Franklin)
- King Tech (Eminem, Sly Boogie, Chino XL, Común)
- Tommy Simms (Babyface, Eric Clapton, Carman)
- Rex Rideout (Mary J. Blige, Angie Stone, Luther Vandross, Las tentaciones)
- Buster y Shavoni (Yolanda Adams, Kirk Franklin, Propiedad de Dios)
- Avila Bros. (Jessica Simpson, Janet Jackson, Usher, Mariah Carey, Macy Gray)
- Bobby "Bobcat" Ervin (2pac, Ice Cube, LL Cool J, Mack 10, Eazy E)
- Dwayne "Muffla" Simon (Ejecutar DMC, LL Cool J, King Tee)
- Chase (Dr. Dre, Az Yet, Rakeem, KRS-ONE, Mista Grimm)
- David Bannister (Carman, Cee-Cee Winans, Jaci Velasquez)

## Destacados adicionales
- Las ventas de música de por vida superan las 800,000 unidades.
- Seleccionado para hacer comerciales en MTV para "The Cut".
- Hizo cuatro comerciales en MTV con Beyoncé y Mike Epps para "The Fighting Temptations".
- Se asoció en 2008 con el Proyecto Hands & Feet, iniciado por la banda cristiana Audio Adrenaline, para construir iglesias y un orfanato en Nicaragua. Los padres de T-Bone se mudarán a Nicaragua para administrar una aldea infantil.